# 殷正洋
殷正洋（1961年1月23日—），出生於臺灣臺北市，籍貫湖北省漢陽縣，臺灣男歌手、主持人。曾獲得金鐘獎、金鼎獎及三度金曲獎最佳男演唱人，歌聲厚實洪亮，有「三金歌王」之美譽。

## 生平
殷正洋出生在外省家庭，父親為湖北漢陽人，母親則為滿人，來自北京。小學時候殷正洋是師長眼中的模範生，因此父親對殷正洋寄予相當大的期待。殷正洋國中之後面臨叛逆期，行為開始無法被師長認可，高中時參加五個合唱團及管絃樂隊，並與同學組成四重唱團體參加第2屆金韻獎比賽，因其賽制未設有高中組、僅設有社會組及大專組，故報名社會組並獲得優勝。殷正洋高中畢業時想要就讀音樂系，但是父親以「音樂家都早夭」、「唱歌沒什麼前途」等理由，試圖勸退他。因此他大學只好先考上中央大學物理系。
殷正洋沒有完成大學學業，在大二下休學。他坦言這是父親「心中的痛」。當時他在台北民歌西餐廳駐唱，必須在中壢與台北間來回奔波。在這樣忙碌的生活底下，他自己覺得對歌唱事業的興趣越來越濃，但對物理系課業的興趣越來越淡。當時殷正洋下定不了決心，與班上同學談及，同學勸他「做自己想做的事情」殷正洋才下定決心休學。
1982年8月，殷正洋參加中視《六燈獎》的〈中華歌謠自彈自唱〉比賽獲得最高榮譽三段優勝，被上揚唱片網羅。他在中華民國空軍藍天藝工隊服完兵役後，於1986年出版第一張個人專輯唱片，受到各方矚目，1987年即獲票選金嗓獎十大最受歡迎歌星，1988年在民生報「你的偶像是誰」徵文活動位列港台明星第二高票，1993年11月起1年內共舉辦14場個人售票演唱會，為開啟台灣售票演唱會風潮的歌手之一。在華語流行歌壇共發行十餘張個人專輯唱片，獲得金鐘獎、金鼎獎、以及第1、第5、第6屆金曲獎最佳男歌手。第6屆金曲獎評審對其評語為「高音很美，感情也很豐富，在歌壇上十分難得」。
殷正洋在第5、第6屆金曲獎得獎後，曾向媒體透露對宗教音樂及音樂劇的興趣，並在第6屆得獎後即不再參與角逐，但已創下多項得獎紀錄，其後曾擔任第10屆金曲獎評審、第21屆金曲獎評審團總召集人，並曾擔任中華音樂人交流協會理事長及臺北流行音樂中心監事。1995年首度嘗試演出音樂劇，自1998年開始演唱慈濟歌曲及佛教音樂，於靜思人文出版個人演唱佛曲專輯，並自1999年開始於大愛電視製作、主持文藝節目《殷瑗小聚》及音樂節目《音樂有愛》，被認為是高格調的節目。2018年後處於半退休狀態。

## 演唱會
- 1989年9月：舉行個人第一次演唱會。
- 1993年11月9日至1993年11月29日: 舉行「深秋.最愛」個人巡迴演唱會 (6場)[9]。
- 1994年10月16日至1994年10月27日: 舉行「真愛.真心」個人巡迴演唱會 (8場)[10]。

## 音樂劇
- 1995年8月起在果陀劇場音樂劇《大鼻子情聖-西哈諾》飾演男配角安德烈。
- 2010年9月起在音樂時代劇場音樂劇《渭水春風》飾演男主角蔣渭水。
- 2013年10月起在音樂時代劇場音樂劇《少年台灣》演出原作者蔣勳。
- 2015年12月起在台灣文學藝術界聯合會音樂劇《悲欣交集-夢迴李叔同》飾演男主角弘一大師。

## 電視節目
- 台視單元劇《人間劇場 - 跳板上的女人》 飾林全彬 ( 1992年 )
- 華視音樂節目《針線情》與簡文秀並任主持人(1997年)
- 台視連續劇《春梅》 客串飾 蔣渭水 ( 2015年 )
- 大愛電視藝文節目《殷瑗小聚》 與其配偶李文瑗並任製作人及主持人 ( 1999年至2018年 )
- 大愛電視音樂節目《音樂有愛》 與其配偶李文瑗並任製作人及主持人 ( 1999年至2018年 ) ( 原附屬於《殷瑗小聚》，後獨立自成一節目 )

## 音樂作品

### 個人演唱專輯
| 發行日期  | 專輯名稱            | 曲目 |
| 1986年1月 | 雨中的歉意          | 1. 流浪 2. 雪中的歉意 3. 情深緣淺 4. 叮嚀 5. 東南苦行山 6. 第二度時空 7. 祈求 8. 千朵玫瑰 9. 红昭愿 10. 請你回頭 11. 歸心 12. 演奏曲 |
| 1986年9月 | 請你回眸            | 1. 無盡的港口 2. 愛情遊戲 3. 撥開我的手 4. 想你的夜 5. 請再回眸 6. 折风渡夜 7. 深夜戀曲 8. 憂鬱午餐 9. 給我以你 10. 失去的感覺 11. 一首歌一個故事 12. 無盡的码头(演奏版)                                                                                                 |
| 1987年7月 | 生活札記            | 1. 宝莲灯 2. 珍重!我深愛的溫柔 3. 再想你一回 4. 街燈 5. 假裝 6. 這部電影是假的 7. 那些星星是遠的 8. 有些挫折是好的 9. 晨雨 10. 日昇之潮 11. 二郎神 12. 秋後冬前 13. 凡塵                                                                                                 |
| 1988年7月 | 世界的鐘            | 1. 世界的表 2. 飲下我的淚的你的唇 3. 總想這樣走下去 4. 等待 5. 貪戀寂寞 6. 模糊的夜 7. 相撞的星 8. 戀愛再見 9. 唐人街 10. 寂寞的起點 11. 碎片 |
| 1989年1月 | 民歌語錄            | 1. 民歌手(時空交錯) 2. 野百合也有春天 3. 鄉愁四韻 4. 你是我所有的回憶 5. 恰似你的溫柔 6. 龍的傳人 7. 橄欖樹 8. 曠野寄情 9. 鄉間的小路 10. 海裡來的沙 11. 時空小曲－迷失                                                                                                  |
| 1989年8月 | 時空寄語            | 1. 走在雨中 2. 愛的箴言 3. 一條日光大道 4. 守著陽光守著你 5. 迴旋曲 6. 小雨中的回憶 7. 無言的歌 8. 散場電影 9. 想妳 10. 再愛我一次 11. 時空寄語 |
| 1990年    | 生命是一首澎湃的歌  | 1. 四季的歌 2. 生命是一首澎湃的歌 3. 悲歌 4. 淡水河的哭聲 5. 紅色的信帖 6. 回家 7. 無關寂寞 8. 東與西 9. 你走的時後 10. 怎樣的你 |
| 1992年    | 變數                | 1. 變數 2. 龍族 3. 凡塵 4. 假裝 5. 微風往事 6. 造化 7. 失去的感覺 8. 祈求 9. 一抹微雲 10. 飲下我的淚的你的唇 11. 最後的旋律 |
| 1993年    | 天空藍藍的          | 1. 你讓我孤孤單單 2. 天空藍藍的 3. 背叛的理由 4. 習慣一個人 5. 心碎 6. 你是我永遠的憂愁 7. 地久天長 8. 不能不回頭 9. 風中淑女 10. 天空藍藍的(長笛演奏) |
| 1994年    | 戲歌                | 1. 塵緣 2. 聰明糊塗心 3. 隨風而逝 4. 新鴛鴦蝴蝶夢 5. 最後的戀人 6. 我記得你眼裡的依戀 7. 簾後 8. 情關 9. 鬼迷心竅 10. 碧海情天 |
| 1994年    | 等一個人            | 1. 人海中遇見你 2. 等一個人 3. 真愛真心 4. 說謊 5. 永遠叫永遠 6. 原諒 7. 註定為你等待 8. 是我沒留住你 9. 信以為真 10. 別離苦 |
| 1995年    | 戲歌2               | 1. 玫瑰人生 2. 猜心 3. 倆倆相忘 4. 幾度夕陽紅 5. 滾滾紅塵 6. 無言的表示 7. 留不住的故事 8. 最愛 9. 魯冰花 10. 客途秋恨 |
| 1996年    | 該給你多少          | 1. 夢與神話 2. 該給你多少 3. 晨光 4. 種一棵樹 5. 為愛流浪 6. 心中暴風雨 7. 流轉 8. 逃避是件快樂的事 9. 被愛綑綁 10. 情海 |
| 2006年3月 | 如蓮心願            | 1. 我在，因為你的愛(器官捐贈)大愛劇場－人生旅程(主題曲) 2. 人間道場 3. 如蓮心願 4. 書軒夜曲(演奏版) 5. 念純心寬 6. 一夜菩提 7. 大地之母 8. 我在，因為你的愛(演奏版) 9. 感恩．尊重．愛 10. 書軒夜曲                                                                       |
| 2007年4月 | 聲在菩提中          | 1. 生生世世都在菩提中 2. 祈禱 3. 悲欣交集在心蓮 4. 葉子的眼淚 5. 快樂是因為有人陪伴 6. 預約人間淨土 7. 生生世世都在菩提中（伴唱版） 8. 祈禱（演奏版）竟 9. 悲欣交集在心蓮（演奏版） 10. 葉子的眼淚（伴唱版） 11. 快樂是因為有人陪伴（伴唱版） 12. 預約人間淨土（演奏版） |
| 2015年1月 | 靜思淨斯 ( 單曲CD ) | 1. 靜思淨斯 |

### 參與演唱的佛教音樂及慈濟歌曲專輯
| 發行年份 | 專輯名稱                 |
| -------- | ------------------------ |
| 1999年   | 法譬如水序曲             |
| 2000年   | 三十七道品講義           |
| 2002年   | 慈濟歌全球選             |
| 2005年   | 琉璃同心圓               |
| 2005年   | 佛門大孝-地藏經          |
| 2005年   | 人間有愛1-明月照紅塵     |
| 2006年   | 青山無爭                 |
| 2006年   | 人間有愛2-生命圓舞曲     |
| 2007年   | 無量義經集選             |
| 2007年   | 大愛劇場音樂精選五       |
| 2007年   | 人間有愛4-幸福時光       |
| 2007年   | 大地和風                 |
| 2008年   | 人間有愛6-幸福的滋味     |
| 2009年   | 慈悲的心路               |
| 2010年   | 鑑真大和尚動畫電影原聲帶 |
| 2011年   | 出泥蓮花                 |
| 2012年   | 靜思書軒十週年           |
| 2016年   | 靜思.勤行頌              |
| 2019年   | 佛陀的一生音樂專輯       |
| 2020年   | 法華會上音樂專輯         |
| 2021年   | 法華七喻音樂專輯         |
| 2021年   | 五五周年音樂專輯         |

## 獎項

### 金曲獎
| 年份   | 頒獎典禮    | 獎項                   | 作品           | 結果 |
| 1990年 | 第1屆金曲獎 | 最佳男演唱人獎         | 《民歌語錄》   | 獲獎 |
| 1993年 | 第5屆金曲獎 | 最佳國語歌曲男演唱人獎 | 《天空藍藍的》 | 獲獎 |
| 1994年 | 第6屆金曲獎 | 最佳國語歌曲男演唱人獎 | 《戲歌》       | 獲獎 |

### 金鐘獎
| 年份   | 頒獎典禮         | 獎項                   | 作品                                   | 結果 |
| 1987年 | 第22屆金鐘獎     | 男歌唱演員獎           | 《黃金五線譜(6)》                      | 提名 |
| 1988年 | 第23屆金鐘獎     | 男歌唱演員獎           | 《飛揚的音符－殷正洋專輯》             | 獲獎 |
| 2002年 | 第37屆金鐘獎     | 文教資訊節目主持人獎   | 《殷瑗小聚》                           | 提名 |
| 2005年 | 第40屆金鐘獎     | 歌唱音樂節目獎         | 《音樂有愛》                           | 提名 |
| 2006年 | 第41屆金鐘獎     | 歌唱綜藝獎             | 《音樂有愛》                           | 提名 |
| 2007年 | 第42屆金鐘獎     | 歌唱綜藝類最佳主持人獎 | 《音樂有愛》                           | 提名 |
| 2011年 | 第46屆廣播金鐘獎 | 電臺臺呼獎             | 《聽見臺北的聲音－溫馨篇 ( 殷正洋 ) 》 | 獲獎 |

### 金鼎獎
| 年份   | 頒獎典禮 | 獎項           | 作品           | 結果 |
| 1994年 | 金鼎獎   | 年度最佳男歌手 | 《天空藍藍的》 | 獲獎 |

### 其他獎項
| 年份   | 頒獎典禮                   | 獎項                  | 作品                                   | 結果 |
| 1978年 | 第2屆金韻獎                | 社會組優勝            | 《德州黃玫瑰》( 與高中同學組成四重唱 ) | 獲獎 |
| 1982年 | 中視六燈獎中華歌謠自彈自唱 | 三段優勝 ( 最高榮譽 ) |                                        | 獲獎 |
| 1987年 | 第9屆金嗓獎 ( 最後1屆 )    | 十大最受歡迎歌星      |                                        | 獲獎 |

## 紀錄
- 唯一在金鐘獎、金鼎獎、金曲獎均獲獎的歌手
- 金曲獎最佳男歌手獎項得獎次數紀錄保持人
- 唯一連莊金曲獎最佳男歌手獎項的歌手 ( 第5、第6屆 )
- 唯一在金曲獎得獎命中率百分之百的歌手